# Adrien Morillas
Adrien Morillas (Clermont-Ferrand, 30 maggio 1958) è un pilota motociclistico francese, ritiratosi dall'attività agonistica.

## Carriera
Morillas disputa le prime gare mondiali nel 1988 partecipando alla stagione inaugurale del campionato mondiale Superbike. In occasione del Gran Premio d'Ungheria, in sella ad una GPX750 conquista la prima vittoria per Kawasaki in questo campionato. Nel 1989 si trasferisce nel motomondiale dove disputa alcune gare in classe 250 ed altre in 500, raccogliendo qualche punto in entrambe le categorie. Nella stessa stagione vince la prova di Le Castellet nel campionato europeo classe 250. Nel 1990 disputa le sole gare in territorio europeo della 250. In sella ad un'Aprilia chiude la stagione al ventunesimo posto.
Nel 1991 disputa l'intera stagione in 500 con una Yamaha YZR500 del team Yamaha Sonauto Mobil 1. Il compagno di squadra è il connazionale Jean-Philippe Ruggia. Ottiene settantuno punti e chiude all'undicesimo posto in classifica piloti.
Nel 1992 torna alle motociclette derivate dalla serie, disputa infatti il campionato europeo, dove ottiene due vittore e chiude decimo e la parte finale di stagione in sella ad una Yamaha nel mondiale Superbike. Nel mondiale ottiene quarantasei punti ed il quindicesimo posto tra i piloti. Nel biennio 1993-1994 partecipa ad alcune gare nel mondiale Superbike tornando a pilotare motociclette Kawasaki, ottiene due quarti posti come miglior risultato in gara e chiude entrambe le annate tra i primi venti piloti in classifica oltre a partecipare, con lo stesso costruttore, al mondiale Endurance dove vince il titolo nella seconda stagione. Nel 1995 è pilota titolare nel mondiale Superbike in sella ad una Ducati. Prende parte a tutta la stagione tranne gli ultimi due eventi, conquistando 28 punti e il ventesimo posto in graduatoria finale.
Nelle 1996 partecipa alla Thunderbike Trophy (classe riservata a motociclette da 600 cm³ con motori a quattro tempi con quattro cilindri,) disputa le prime quattro gare con una Honda, conquistando una vittoria ed un secondo posto, ed il Gran Premio finale con una Yamaha. I punti ottenuti gli consentono di chiudere all'undicesimo posto.

## Risultati in gara

### Campionato mondiale Superbike
| 1988 | Moto     |  |  |   |   |    |    |   |   |  |  |     |    |  |  |  |  |  |  |  |  |  |  |  |  |  |  | Punti | Pos. |
| ---- | -------- |  |  | - | - | -- | -- | - | - |  |  | --- | -- |  |  |  |  |  |  |  |  |  |  |  |  |  |  | ----- | ---- |
| 1988 | Kawasaki |  |  | 4 | 1 | 19 | 16 | 7 | 5 |  |  | Rit | AN |  |  |  |  |  |  |  |  |  |  |  |  |  |  | 26,5  | 16º  |

| 1992 | Moto   |  |  |  |  |  |  |  |  |  |  |  |  |   |   |    |    |    |     |    |   |     |    |     |     |     |    | Punti | Pos. |
| ---- | ------ |  |  |  |  |  |  |  |  |  |  |  |  | - | - | -- | -- | -- | --- | -- | - | --- | -- | --- | --- | --- | -- | ----- | ---- |
| 1992 | Yamaha |  |  |  |  |  |  |  |  |  |  |  |  | 6 | 6 | 10 | 13 | 14 | Rit | 10 | 7 | Rit | NP | Rit | Rit | Rit | NP | 46    | 15º  |

| 1993 | Moto     |   |    |   |   |     |    |  |  |  |  |  |  |  |  |  |  |  |  |  |  |    |     |     |     |  |  | Punti | Pos. |
| ---- | -------- | - | -- | - | - | --- | -- |  |  |  |  |  |  |  |  |  |  |  |  |  |  | -- | --- | --- | --- |  |  | ----- | ---- |
| 1993 | Kawasaki | 4 | 11 | 5 | 8 | Rit | 13 |  |  |  |  |  |  |  |  |  |  |  |  |  |  | 13 | Rit | Rit | Rit |  |  | 43    | 18º  |

| 1994 | Moto     |    |     |   |     |  |  |    |   |    |    |   |   |    |    |     |     |  |  |  |  |     |     |  |  |  |  | Punti | Pos. |
| ---- | -------- | -- | --- | - | --- |  |  | -- | - | -- | -- | - | - | -- | -- | --- | --- |  |  |  |  | --- | --- |  |  |  |  | ----- | ---- |
| 1994 | Kawasaki | 17 | Rit | 4 | Rit |  |  | 12 | 9 | 27 | NP | 7 | 8 | 13 | 19 | Rit | Rit |  |  |  |  | Rit | Rit |  |  |  |  | 44    | 19º  |

| 1995 | Moto   |    |     |    |    |    |   |     |     |    |     |     |    |     |     |     |    |     |     |     |     |  |  |  |  |  |  | Punti | Pos. |
| ---- | ------ | -- | --- | -- | -- | -- | - | --- | --- | -- | --- | --- | -- | --- | --- | --- | -- | --- | --- | --- | --- |  |  |  |  |  |  | ----- | ---- |
| 1995 | Ducati | 13 | Rit | 12 | 14 | 12 | 9 | Rit | Rit | 14 | Rit | Rit | 14 | Rit | Rit | Rit | 12 | Rit | Rit | Rit | Rit |  |  |  |  |  |  | 28    | 20º  |

| Legenda | 1º posto        | 2º posto            | 3º posto           | A punti      | Senza punti        | Grassetto – Pole position Corsivo – Giro più veloce |
| Legenda | Gara non valida | Non qual./Non part. | Ritirato/Non class | Squalificato | '-' Dato non disp. | Grassetto – Pole position Corsivo – Giro più veloce |

### Motomondiale
| 1989 | Classe | Moto   |  |  |  |    |    |    |     |   |     |     |  |    |  |  |  | Punti | Pos. |
| ---- | ------ | ------ |  |  |  | -- | -- | -- | --- | - | --- | --- |  | -- |  |  |  | ----- | ---- |
| 1989 | 250    | Yamaha |  |  |  | 18 | NQ | 21 | Rit | 8 | Rit | Rit |  | 15 |  |  |  | 9     | 30º  |

| 1989 | Classe | Moto  |  |  |  |  |  |  |  |  |  |  |    |  |   |    |    | Punti | Pos. |
| ---- | ------ | ----- |  |  |  |  |  |  |  |  |  |  | -- |  | - | -- | -- | ----- | ---- |
| 1989 | 500    | Honda |  |  |  |  |  |  |  |  |  |  | 10 |  | 8 | 10 | 10 | 26    | 19º  |

| 1990 | Classe | Moto    |  |  |   |     |     |     |    |     |    |     |   |     |     |     |  | Punti | Pos. |
| ---- | ------ | ------- |  |  | - | --- | --- | --- | -- | --- | -- | --- | - | --- | --- | --- |  | ----- | ---- |
| 1990 | 250    | Aprilia |  |  | 8 | Rit | Rit | Rit | 16 | Rit | 11 | Rit | 7 | Rit | Rit | Rit |  | 22    | 21º  |

| 1991 | Classe | Moto   |    |   |   |   |     |   |     |   |   |   |     |     |    |    |   | Punti | Pos. |
| ---- | ------ | ------ | -- | - | - | - | --- | - | --- | - | - | - | --- | --- | -- | -- | - | ----- | ---- |
| 1991 | 500    | Yamaha | 12 | 9 | 9 | 9 | Rit | 8 | Rit | 8 | 9 | 8 | Rit | Rit | NP | 10 | 7 | 71    | 11º  |

| 1996 | Classe             | Moto           |    |    |    |   |     |   |     |  |  |  |  |    |     |    |    | Punti | Pos. |
| ---- | ------------------ | -------------- | -- | -- | -- | - | --- | - | --- |  |  |  |  | -- | --- | -- | -- | ----- | ---- |
| 1996 | Thunderbike Trophy | Honda e Yamaha | NE | NE | NE | 2 | Rit | 1 | Rit |  |  |  |  | NE | Rit | NE | NE | 45    | 11º  |

| Legenda | 1º posto        | 2º posto            | 3º posto            | A punti      | Senza punti        | Grassetto – Pole position Corsivo – Giro più veloce |
| Legenda | Gara non valida | Non qual./Non part. | Ritirato/Non class. | Squalificato | '-' Dato non disp. | Grassetto – Pole position Corsivo – Giro più veloce |